# Partia Ochrony Praw Człowieka
 Partia Ochrony Praw Człowieka (ang. Human Rights Protection Party) – partia polityczna w Samoa.
Liderem partii jest Tuilaʻepa Sailele Malielegaoi.
W wyborach parlamentarnych w 2001 roku partia uzyskała 30 mandatów.